# Vesturhópsvatn
Il Vesturhópsvatn è un lago situato nella regione del Norðurland vestra, nel nord-ovest dell'Islanda. Il lago è situato nel territorio del comune di Húnaþing vestra.

## Descrizione
Il Vesturhópsvatn si trova a sudovest di Hóp e a sud del lago Sigríðarstaðavatn. A est del lago scorre il fiume Víðidalsá, con il quale il lago è collegato tramite il Faxalækur. Ad est del lago si trova la fortezza Borgarvirki.
A ovest, sulla penisola di Vatnsnes, si trova il monte Vatnsnesfjall; sempre a ovest del lago scorre il fiume Klambraá. 
A nord di Vesturhópsvatn si trova il piccolo lago Vatnsendatjörn. L'area a nord del lago viene chiamata Vesturhóp. 
A sud, il Vesturhópsvatn è collegato al lago Miðfjarðarvatn tramite il suo immissario Reyðarlækur.
Il lago è lungo circa 7 km e largo 2,3 km. Si estende su una superficie di circa 10,3 km²; la profondità massima è di 28 metri il lago si trova a circa 19 metri sul livello del mare.

## Accesso
La Hringvegur, la strada più importante dell'Islanda, passa pochi chilometri a est del lago. La strada 711 corre a ovest del lago, la strada 717 a nord e a est.